# Nové Mesto nad Váhom
Nové Mesto nad Váhom (allemand : Neustadt an der Waag, hongrois : Vágújhely, noms signifiant tous « nouvelle ville sur le Váh ») est une ville de la région de Trenčín dans l’ouest de la Slovaquie, située sur les rives du Váh à 23 km de Trenčín.

## Géographie
La ville est officiellement divisée en sept quartiers :
- Centrum I.
- Centrum II.
- Centrum III. et Mnešice
- Dolné Samoty et environs
- Hájovky et environs
- Javorinská et environs
- Rajková et environs.

## Histoire
Dans le quartier Mnešice, on a découvert un lieu de découvert archéen de l’époque paléolithique, énéolite, un quartier cendrier de l’âge de bronze et les tombes de Grande-Moravie. De la localité slave se transformait un peu plus tard une localité foraine grâce à la position sur le carrefour des routes de Považie jusqu’à Moravie avec le gué sur la rivière Váh. La première mention écrite date de l’année 1253 quand Belo IV a accordé la liberté aux citadins pour leur fidélité pendant l’invasion tatare. De 1388 à 1550 elle appartenait à la noblesse Beckov, après elle a obtenu les privilèges de ville. En 1440 la ville était envahie par les hussites, en 1530 et 1559 par les Turcs et pendant l’année 1705 par les soldats impériaux. Les fortifications étaient construites aux XVIe et XVIIe siècles. Au XIXe siècle, se sont développés les artisanats, les marchés avec les produits agricoles, surtout les céréales. En 1870 eu lieu la première pièce théâtrale et en 1875, l’imprimerie fut fondée.

## Démographie

### Évolution de la population
| Année:               | 1994.  | 2004.   | 2014.   | 2024.   |
| -------------------- | ------ | ------- | ------- | ------- |
| Nombre de personnes: | 21 578 | 20 827  | 20 119  | 19 257  |
| Différence:          |        | -3,48 % | -3,39 % | -4,28 % |

| Année:               | 2023.  | 2024.   |
| -------------------- | ------ | ------- |
| Nombre de personnes: | 19 296 | 19 257  |
| Différence:          |        | -0,20 % |